# Cratera Faustini
A Cratera Faustini é uma cratera de impacto lunar que fica próxima ao polo sul da Lua. Ela está localizada ao sul da cratera muito maior, Amundsen, e está quase ligada a Shoemaker, a sudoeste. Ao sul da Faustini, está a cratera localizada a cratera menor, a Shackleton, na qual o polo sul está localizado. Uma pequena cratera está anexada à borda leste de Faustini.
Devido à sua posição no polo sul, a luz solar atinge somente a borda desta cratera e em um ângulo muito baixo, deixando seu interior permanentemente em escuridão. Assim sendo, o fundo da cratera nunca foi observado por naves espaciais em órbita, embora tenha sido mapeado aproximadamente por radar. Devido à falta de iluminação do Sol, o interior da cratera permanece em uma temperatura abaixo de 100 kelvins, fria o suficiente para reter qualquer vapor de água que chegue à cratera após impactos objetos na Lua.
A sonda Lunar Prospector carregava um espectrômetro de nêutrons que foi usado para detectar a presença de grandes concentrações de hidrogênio. O interior da cratera Faustini foi identificado como tendo uma alta concentração de hidrogênio, em relação ao que se observa na superfície lunar. Entretanto, observações de radar desta cratera não conseguiram detectar gelo.